# جيرالد غاي
جيرالد غاي (بالإنجليزية: Gerald Gay)‏ هو سياسي أمريكي، ولد في 22 يوليو 1956 في كاسبر في الولايات المتحدة. حزبياً، نشط في الحزب الجمهوري. وقد انتخب عضو مجلس نواب وايومنغ.